# Eurotopia
Eurotopia ali Evrotopija je ime različnih vizij, ki se večinoma prekrivajo ter obravnavajo možen politični razvoj Evrope

## Eurotopia - Alfred Heineken
Vizija nizozemskega poslovneža in pivovarja Alfreda Heinekena o razdelitvji Evropske unije na 75 regij, ki jo je navdihnila filozofija Leopolda Kohra ("Disunion Now"). Te regije bi oblikovale Združene države Evrope . Obljavljena je bila leta 1992 v knjigi Združene države Evrope (Evrotopija? ) .

### Koncept
Heineken je prvotno razmišljal o tem, da Evrope s 350 milijoni prebivalci ni mogoče upravljati, zato je predlagal decentralizacijo, in sicer regije s 5 do 10 milijoni prebivalcev. O točnejši razdelitvi se je posvetoval z zgodovinarjema Wim van del Doelom in Henkom Wesselingom. Delitev regij temelji na etnični porazdelitvi. Cilj te vizije je, da bi se s tem predvsem odpravila nadvlada velikih držav članic Evropske unije ter da bi se tako zagotovilo več stabilnosti, enakosti in miru. Hkrati bi tudi uprava bila učinkovitejša.